# Liste von Seen in Deutschland/D
| Name                   | Stadt/Gemeinde/Landkreis                | Bundesland                  | Fläche in km² |
| ---------------------- | --------------------------------------- | --------------------------- | ------------- |
| Dabeler See            | Dabel                                   | Mecklenburg-Vorpommern      | 0,32          |
| Dabelower See          | Wokuhl-Dabelow                          | Mecklenburg-Vorpommern      |               |
| Dämeritzsee            | Berlin, Erkner                          | Berlin, Brandenburg         | 1,03          |
| Dämmelswoog            | Fischbach bei Dahn                      | Rheinland-Pfalz             |               |
| Dahlemer See           | Cuxhaven                                | Niedersachsen               | 1,71          |
| Dambecker See          | Kratzeburg                              | Mecklenburg-Vorpommern      | 0,39          |
| Dambecker See          | Leizen                                  | Mecklenburg-Vorpommern      |               |
| Damerower See          | Goldberg                                | Mecklenburg-Vorpommern      | 2,85          |
| Dammhuser See          | Demen                                   | Mecklenburg-Vorpommern      |               |
| Dammsee                | Nordwestuckermark                       | Brandenburg                 | 1,99          |
| Dammsee                | Nadrensee                               | Mecklenburg-Vorpommern      | 0,46          |
| Dassower See           | Lübeck                                  | Schleswig-Holstein          | 8             |
| Davidsfehnkolk         | Detern                                  | Niedersachsen               |               |
| Decksteiner Weiher     | Köln                                    | Nordrhein-Westfalen         | 2             |
| Degersee               | Tettnang, Bodenseekreis                 | Baden-Württemberg           | 0,3           |
| Großer Dehlensee       | Leverkusen                              | Nordrhein-Westfalen         |               |
| Kleiner Dehlensee      | Leverkusen                              | Nordrhein-Westfalen         |               |
| Dehmsee                | Berkenbrück                             | Brandenburg                 | 1,15          |
| Deichelsee             | Brüel                                   | Mecklenburg-Vorpommern      |               |
| Deichsee               | Düsseldorf                              | Nordrhein-Westfalen         |               |
| Demminsee              | Eldetal                                 | Mecklenburg-Vorpommern      |               |
| Derliener See          | Krakow am See                           | Mecklenburg-Vorpommern      | 0,25          |
| Dewinsee               | Biesenthal-Barnim                       | Brandenburg                 | 0,095         |
| De-Witt-See, Kleiner   | Nettetal                                | Nordrhein-Westfalen         | 0,045         |
| De-Witt-See, Großer    | Nettetal                                | Nordrhein-Westfalen         | 0,225         |
| Dianasee               | Berlin                                  | Berlin                      | 0,025         |
| Dieksee                | Holsteinische Schweiz                   | Schleswig-Holstein          | 3,86          |
| Diemelsee              | Waldeck-Frankenberg, Hochsauerlandkreis | Hessen, Nordrhein-Westfalen | 1,65          |
| Dienstadter See        | Tauberbischofsheim                      | Baden-Württemberg           |               |
| Diersfordter Waldsee   | Wesel                                   | Nordrhein-Westfalen         | 1,5           |
| Dillinger See          | Landkreis Saarlouis                     | Saarland                    | 0,8           |
| Dingbanksee            | Leverkusen                              | Nordrhein-Westfalen         |               |
| Dittwarer See          | Dittwar                                 | Baden-Württemberg           |               |
| Dobbe                  | Eversmeer                               | Niedersachsen               |               |
| Dobbertiner See        | Dobbertin                               | Mecklenburg-Vorpommern      | 3,64          |
| Dobersdorfer See       | Dobersdorf Kreis Plön                   | Schleswig-Holstein          | 3,12          |
| Dolgensee              | Ringenwalde                             | Brandenburg                 | 0,25          |
| Dolgensee              | Storkow                                 | Brandenburg                 | 3,7           |
| Dolgensee              | Friedersdorf                            | Brandenburg                 |               |
| Domjüchsee             | Neustrelitz                             | Mecklenburg-Vorpommern      | 0,247         |
| Dondorfer See          | Hennef                                  | Nordrhein-Westfalen         | 0,2           |
| Döpe                   | bei Schwerin                            | Mecklenburg-Vorpommern      | 0,77          |
| Dorfsee                | Penkun                                  | Mecklenburg-Vorpommern      | 0,49          |
| Dorfsee                | Kreien                                  | Mecklenburg-Vorpommern      | 0,11          |
| Dorfsee                | Gülzow-Prüzen                           | Mecklenburg-Vorpommern      |               |
| Dorfsee                | Penkun                                  | Mecklenburg-Vorpommern      | 0,13          |
| Dreenkrögener Kiessee  | Wöbbelin                                | Mecklenburg-Vorpommern      | 0,068         |
| Dreetzsee              | Feldberger Seenlandschaft               | Mecklenburg-Vorpommern      | 0,63          |
| Dreetzsee              | Löwenberger Land                        | Brandenburg                 | 1,66          |
| Dreiburgensee          | Tittling                                | Bayern                      | 0,08          |
| Dreieckssee            | Berlin                                  | Berlin                      |               |
| Dreier See             | Alt Schwerin                            | Mecklenburg-Vorpommern      |               |
| Dreifelder Weiher      | Dreifelden                              | Rheinland-Pfalz             | 1,23          |
| Dreilägerbachtalsperre | Roetgen                                 | Nordrhein-Westfalen         | 0,4           |
| Drewensee              | Wesenberg                               | Mecklenburg-Vorpommern      | 2,56          |
| Drewitzer See          | Drewitz                                 | Mecklenburg-Vorpommern      | 6,92          |
| Drielaker See          | Oldenburg                               | Niedersachsen               |               |
| Drilandsee             | Gronau                                  | Nordrhein-Westfalen         | 0,28          |
| Drüsensee              | Lehmrade                                | Schleswig-Holstein          | 0,787         |
| Duckwitzer See         | Behren-Lübchin                          | Mecklenburg-Vorpommern      | 0,179         |
| Dülmener See           | Haltern am See                          | Nordrhein-Westfalen         |               |
| Dümmer                 | Landkreis Diepholz                      | Niedersachsen               | 13,5          |
| Dümmer See             | Dümmer                                  | Mecklenburg-Vorpommern      | 1,63          |
| Dunger See             | Bremen                                  | Bremen                      | 0,167         |
| Dutenhofener See       | Wetzlar                                 | Hessen                      | 0,36          |